# 6-Stunden-Rennen von Watkins Glen 2024

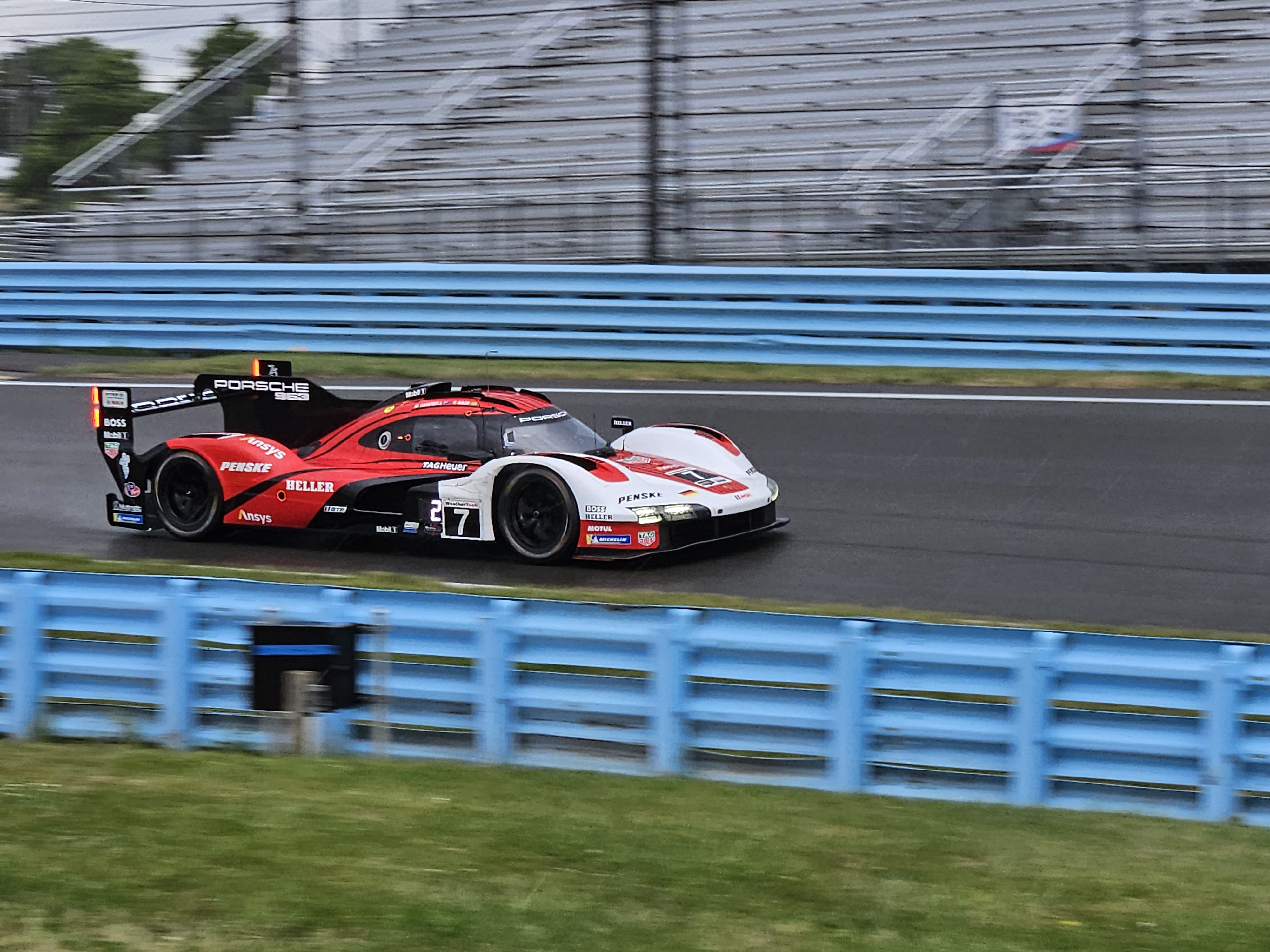
Der siegreiche Porsche 963 beim Rennen im Jahr davor

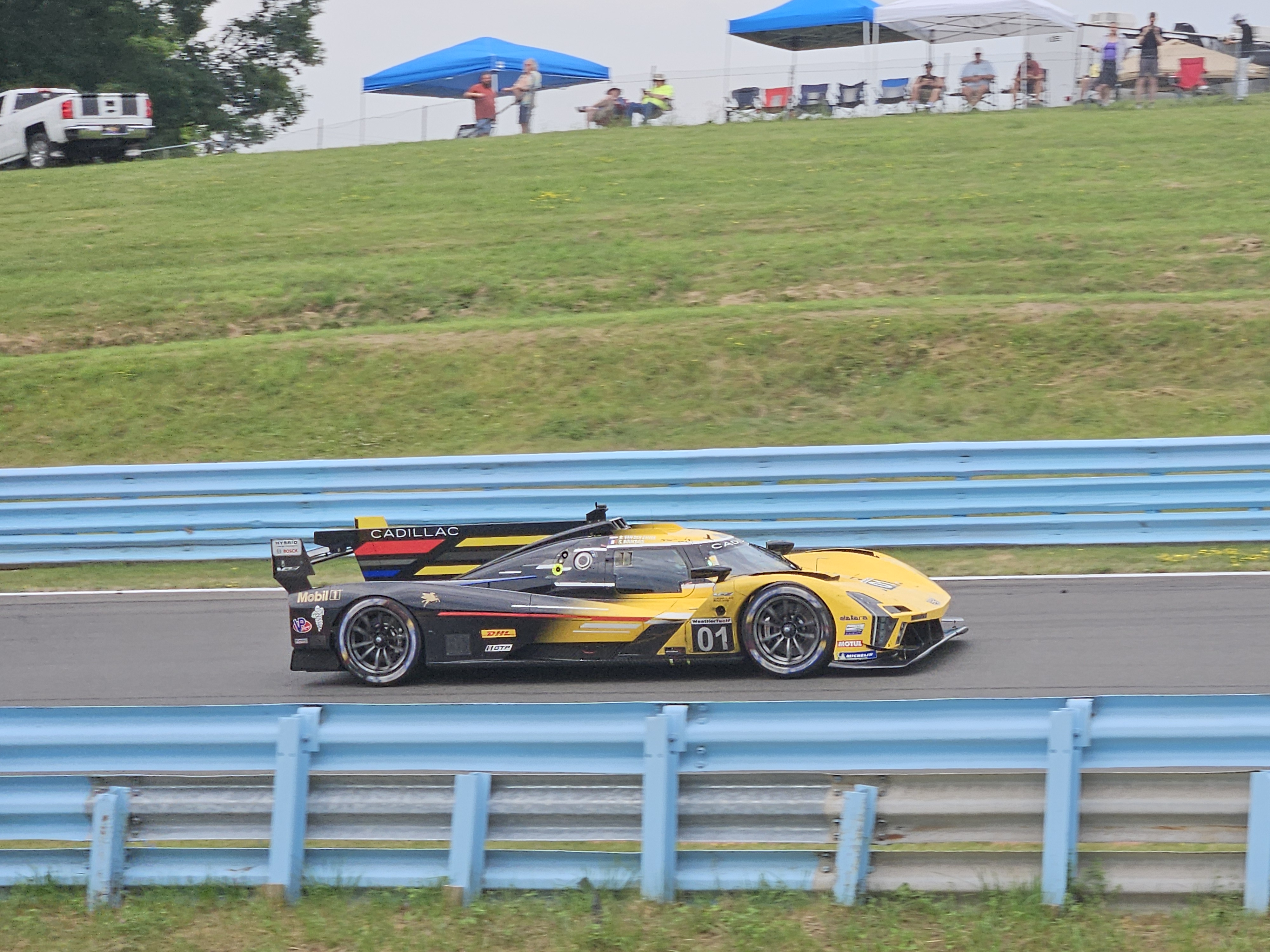
Der zweitplatzierte Cadillac V-Series.R von Sébastien Bourdais und Renger van der Zande

Das 6-Stunden-Rennen von Watkins Glen 2024, auch 2024 Sahlen's Six Hours of The Glen, fand am 23. Juni auf der Rennstrecke Watkins Glen International statt und war der sechste Wertungslauf der IMSA WeatherTech SportsCar Championship dieses Jahres.

## Das Rennen
Wie so oft bei den Rennen der IMSA-Serie fiel die Entscheidung über den Rennsieg in der letzten halben Rennstunde. Nachdem das Rennen nach einem Starkregen über 1 ½ Stunden unterbrochen war, gab es 20 Minuten vor dem Fallen der Zielflagge einen Sprint um den Gesamtsieg. Nachdem das Safety-Car in die Boxengasse abgebogen war, fuhr Felipe Nasr im Porsche 963 am vor ihm fahrenden Louis Delétraz im Acura ARX-06 vorbei und übernahm die Spitze des Feldes. Delétraz konnte das Tempo nicht mithalten und fiel in weiterer Folge auf den vierten Rang zurück. Nasr gewann mit dem knappen Vorsprung von 0,749 Sekunden auf den Cadillac V-Series.R von Renger van der Zande. Als Dritter fuhr Nasrs Teamkollege Mathieu Jaminet im zweiten Penske-Porsche 963 über die Ziellinie.

## Ergebnisse

### Schlussklassement
| 1           | GTP     | 7   | Porsche Penske Motorsport                  | Dane Cameron Felipe Nasr                            | Porsche 963                      | 148   |
| 2           | GTP     | 01  | Cadillac Racing                            | Sébastien Bourdais Renger van der Zande             | Cadillac V-Series.R              | 148   |
| 3           | GTP     | 6   | Porsche Penske Motorsport                  | Mathieu Jaminet Nick Tandy                          | Porsche 963                      | 148   |
| 4           | GTP     | 40  | Wayne Taylor Racing with Andretti          | Louis Delétraz Jordan Taylor                        | Acura ARX-06                     | 148   |
| 5           | GTP     | 24  | BMW M Team RLL                             | Philipp Eng Jesse Krohn                             | BMW M Hybrid V8                  | 148   |
| 6           | GTP     | 25  | BMW M Team RLL                             | Connor De Phillippi Nick Yelloly                    | BMW M Hybrid V8                  | 148   |
| 7           | GTP     | 5   | Proton Competition Mustang Sampling        | Gianmaria Bruni Bent Viscaal                        | Porsche 963                      | 147   |
| 8           | GTP     | 31  | Whelen Cadillac Racing                     | Jack Aitken Tom Blomqvist Luís Felipe Derani        | Cadillac V-Series.R              | 147   |
| 9           | LMP2    | 88  | Richard Mille AF Corse                     | Nicklas Nielsen Luís Pérez Companc Lilou Wadoux     | Oreca 07                         | 147   |
| 10          | LMP2    | 74  | Riley                                      | Josh Burdon Felipe Fraga Gar Robinson               | Oreca 07                         | 147   |
| 11          | LMP2    | 52  | Inter Europol by PR1 Mathiasen Motorsports | Nicholas Boulle Tom Dillmann Jakub Śmiechowski      | Oreca 07                         | 146   |
| 12          | LMP2    | 20  | MDK by High Class Racing                   | Dennis Andersen Scott Huffaker Seth Lucas           | Oreca 07                         | 46    |
| 13          | LMP2    | 22  | United Autosports USA                      | Paul di Resta Bijoy Garg Dan Goldburg               | Oreca 07                         | 146   |
| 14          | LMP2    | 8   | Tower Motorsports                          | Michael Dinan Charlie Eastwood John Farano          | Oreca 07                         | 146   |
| 15          | LMP2    | 99  | AO Racing                                  | Matthew Brabham Paul-Loup Chatin P. J. Hyett        | Oreca 07                         | 146   |
| 16          | LMP2    | 2   | United Autosports USA                      | Ben Hanley Ben Keating Nico Pino                    | Oreca 07                         | 146   |
| 17          | GTP     | 85  | JDC–Miller MotorSports                     | Philip Hanson Tijmen van der Helm Richard Westbrook | Porsche 963                      | 146   |
| 18          | GTD-Pro | 23  | Heart of Racing Team                       | Ross Gunn Alex Riberas                              | Aston Martin Vantage AMR GT3 Evo | 139   |
| 19          | GTD-Pro | 9   | Pfaff Motorsports                          | Oliver Jarvis Marvin Kirchhöfer                     | McLaren 720S GT3 Evo             | 139   |
| 20          | GTD-Pro | 3   | Corvette Racing                            | Antonio García Alexander Sims                       | Chevrolet Corvette Z06 GT3.R     | 139   |
| 21          | GTD-Pro | 14  | Vasser Sullivan                            | Ben Barnicoat Jack Hawksworth                       | Lexus RC F GT3                   | 139   |
| 22          | GTD-Pro | 64  | Ford Multimatic Motorsports                | Mike Rockenfeller Harry Tincknell                   | Ford Mustang GT3                 | 139   |
| 23          | GTD-Pro | 77  | AO Racing                                  | Laurin Heinrich Sebastian Priaulx                   | Porsche 911 GT3 R (992)          | 139   |
| 24          | GTD     | 57  | Winward Racing                             | Indy Dontje Philip Ellis Russell Ward               | Mercedes-AMG GT3 Evo             | 139   |
| 25          | GTD     | 34  | Conquest Racing                            | Albert Costa Manny Franco Cédric Sibrrazzuoli       | Ferrari 296 GT3                  | 139   |
| 26          | GTD     | 44  | Magnus Racing                              | Andy Lally John Potter Spencer Pumpelly             | Aston Martin Vantage AMR GT3 Evo | 139   |
| 27          | GTD     | 12  | Vasser Sullivan                            | Frankie Montecalvo Aaron Telitz Parker Thompson     | Lexus RC F GT3                   | 139   |
| 28          | GTD     | 96  | Turner Motorsport                          | Robby Foley Patrick Gallagher Jake Walker           | BMW M4 GT3                       | 139   |
| 29          | GTD     | 21  | AF Corse                                   | François Hériau Simon Mann Miguel Molina            | Ferrari 296 GT3                  | 139   |
| 30          | GTD     | 13  | AWA                                        | Matthew Bell Orey Fidani Lars Kern                  | Chevrolet Corvette Z06 GT3.R     | 139   |
| 31          | GTD     | 86  | MDK Motorsports                            | Klaus Bachler Anders Fjordbach Kerong Li            | Porsche 911 GT3 R (992)          | 139   |
| 32          | GTD     | 023 | Triarsi Competizione                       | Alessio Rovera Charlie Scardina Onofrio Triarsi     | Ferrari 296 GT3                  | 139   |
| 33          | GTD     | 43  | Andretti Motorsports                       | Jarett Andretti Gabby Chaves Scott Hargrove         | Porsche 911 GT3 R (992)          | 139   |
| 34          | GTD-Pro | 4   | Corvette Racing                            | Nicky Catsburg Tommy Milner                         | Chevrolet Corvette Z06 GT3.R     | 139   |
| 35          | GTD     | 32  | Korthoff Preston Motorsports               | Mikaël Grenier Kenton Koch Mike Skeen               | Mercedes-AMG GT3 Evo             | 139   |
| 36          | GTD-Pro | 1   | Paul Miller Racing                         | Bryan Sellers Madison Snow Neil Verhagen            | BMW M4 GT3                       | 139   |
| 37          | GTD     | 45  | Wayne Taylor Racing with Andretti          | Graham Doyle Danny Formal Kyle Marcelli             | Lamborghini Huracán GT3 Evo 2    | 138   |
| 38          | GTD     | 66  | Gradient Racing                            | Tatiana Calderón Stevan McAleer Sheena Monk         | Acura NSX GT3 Evo22              | 137   |
| Ausgefallen |         |     |                                            |                                                     |                                  |       |
| 39          | GTP     | 10  | Wayne Taylor Racing with Andretti          | Filipe Albuquerque Ricky Taylor                     | Acura ARX-06                     | 134   |
| 40          | GTD-Pro | 19  | Iron Lynx                                  | Jordan Pepper Franck Perera                         | Lamborghini Huracán GT3 Evo 2    | 131   |
| 41          | LMP2    | 11  | TDS Racing                                 | Mikkel Jensen Hunter McElrea Steven Thomas          | Oreca 07                         | 125   |
| 42          | GTD Pro | 65  | Ford Multimatic Motorsports                | Joey Hand Dirk Müller                               | Ford Mustang GT3                 | 124   |
| 43          | LMP2    | 81  | DragonSpeed                                | Rasmus Lindh Eric Lux Nicolás Varrone               | Oreca 07                         | 122   |
| 44          | GTD-Pro | 62  | Risi Competizione                          | Davide Rigon Daniel Serra                           | Ferrari 296 GT3                  | 122   |
| 45          | GTD     | 78  | Forte Racing                               | Devlin DeFrancesco Misha Goikhberg Loris Spinelli   | Lamborghini Huracán GT3 Evo 2    | 139   |
| 46          | GTP     | 63  | Lamborghini Iron Lynx                      | Matteo Cairoli Andrea Caldarelli                    | Lamborghini SC63                 | 139   |
| 47          | GTD     | 83  | Iron Dames                                 | Sarah Bovy Rahel Frey Michelle Gatting              | Lamborghini Huracán GT3 Evo 2    | 139   |
| 48          | GTD     | 27  | Heart of Racing Team                       | Roman De Angelis Ian James Zacharie Robichon        | Aston Martin Vantage AMR GT3 Evo | 139   |
| 49          | GTD     | 55  | Proton Competition                         | Ryan Hardwick Giammarco Levorato Corey Lewis        | Ford Mustang GT3                 | 139   |
| 50          | LMP2    | 33  | Sean Creech Motorsport                     | João Barbosa Jonny Edgar Lance Willsey              | Ligier JS P217                   | 65    |
| 51          | GTD     | 47  | Cetilar Racing                             | Antonio Fuoco Roberto Lacorte Giorgio Sernagiotto   | Ferrari 296 GT3                  | 15    |
| 52          | GTD     | 120 | Wright Motorsports                         | Adam Adelson Jan Heylen Elliott Skeer               | Porsche 911 GT3 R (992)          | 139 1 |
| 53          | GTD     | 80  | Lone Star Racing                           | Rui Andrade Scott Andrews Salih Yoluç               | Mercedes-AMG GT3 Evo             | 1392  |
| 54          | GTD     | 70  | Inception Racing                           | Brendan Iribe Ollie Millroy Frederik Schandorff     | McLaren 720S GT3 Evo             | 1393  |
| 55          | LMP2    | 18  | Era Motorsport                             | Ryan Dalziel Dwight Merriman Connor Zilisch         | Oreca 07                         | 1     |
| 56          | LMP2    | 04  | CrowdStrike Racing by APR                  | Colin Braun George Kurtz Toby Sowery                | Oreca 07                         | 1474  |

1 Rückversetzung, da Jan Heylen die vorgeschriebene Mindestfahrzeit nicht erreichte 
2 Rückversetzung, da Scott Andrews die vorgeschriebene Mindestfahrzeit nicht erreichte 
3 Rückversetzung, da Frederik Schandorff die vorgeschriebene Mindestfahrzeit nicht erreichte
4 Rückversetzung, da Colin Braun die vorgeschriebene Mindestfahrzeit nicht erreichte

### Nur in der Meldeliste
Zu diesem Rennen sind keine weiteren Meldungen bekannt.

### Klassensieger
| Klasse  | Fahrer          | Fahrer             | Fahrer       | Fahrzeug                         | Platzierung im Gesamtklassement |
| ------- | --------------- | ------------------ | ------------ | -------------------------------- | ------------------------------- |
| GTP     | Dane Cameron    | Felipe Nasr        |              | Porsche 963                      | Gesamtsieg                      |
| LMP2    | Nicklas Nielsen | Luís Pérez Companc | Lilou Wadoux | Oreca 07                         | Rang 9                          |
| GTD-Pro | Ross Gunn       | Alex Riberas       |              | Aston Martin Vantage AMR GT3 Evo | Rang 18                         |
| GTD     | Indy Dontje     | Philip Ellis       | Russell Ward | Mercedes-AMG GT3 Evo             | Rang 24                         |

### Renndaten
- Gemeldet: 56
- Gestartet: 56
- Gewertet: 38
- Rennklassen: 4
- Zuschauer: unbekannt
- Wetter am Renntag: erst trocken, dann starker Regen und am Rennende wieder trocken
- Streckenlänge: 5,435 km
- Fahrzeit des Siegerteams: 6:01:10,521 Stunden
- Gesamtrunden des Siegerteams: 148
- Gesamtdistanz des Siegerteams: 804,380 km
- Siegerschnitt: 133,627 km/h
- Pole Position: Louis Delétraz – Acura ARX-06 (#40) – 1:32,209 = 213,620 km/h
- Schnellste Rennrunde: Mathieu Jaminet – Porsche 963 (#6) – 1:34,188 = 209,137 km/h
- Rennserie: 6. Lauf zur IMSA WeatherTech SportsCar Championship 2024